# Lambdawaarde (motortechniek)
De lambdawaarde ({\displaystyle \lambda }) is de luchtovermaatfactor bij verbranding in een benzinemotor en wordt bepaald als de werkelijke hoeveelheid lucht gedeeld door de theoretisch benodigde hoeveelheid lucht.
Een benzineverbrandingsmotor heeft bij een stoichiometrische verbranding 14,7 kg lucht nodig om 1 kg benzine volledig te kunnen verbranden. In de praktijk wordt de verhouding lucht/brandstof echter door verschillende factoren beïnvloed waardoor deze niet constant is.
Dit betekent dat: 
- Lambda = 1 → De werkelijke hoeveelheid lucht en de theoretisch benodigde hoeveelheid lucht zijn gelijk.
- Lambda < 1 → Er is lucht tekort in verhouding tot de hoeveelheid benzine (rijk mengsel).
- Lambda > 1 → Er is te veel lucht in verhouding tot de hoeveelheid benzine (arm mengsel).

Deze waarde wordt afgeleid van de spanning over de lambdasonde in de uitlaat van de motor en stelt de electronic control unit (motormanagementsysteem) in staat de verhouding lucht/benzine bij te regelen om zo een schone verbranding te verkrijgen en de uitstoot van schadelijke stoffen door de motor te beperken. Motoren die op brandstoffen lopen met een hoger octaangetal en geen turbolader hebben, leveren vaak het grootste vermogen bij lambdawaarden van 0,85 tot 0,901. Dat komt overeen met lucht/brandstofverhoudingen van 12,5:1 tot 13,3:1.